# Коронавірусна хвороба 2019 у Південній Кореї
Коронавірусна хвороба 2019 у Південній Кореї — розповсюдження вірусу територією країни. 

## Перебіг подій

### 2020-2021
Повідомлялося про підозру коронавірусної хвороби 2019 у Південній Кореї 8 січня 2020 року, особу внаслідок цього ізолювали. З того часу було чотири випадки і 20 січня 2020 року перший з них було підтверджено До 19 лютого кількість інфікованих повільно зросла до 20. Відтак кількість хворих різко зросла до 58 або 70.  
21 лютого Корейський центр контролю та запобігання захворювань зафіксував одразу 346 випадків зараження коронавірусом, головно інфікованих так званим «Пацієнтом 31», 61-річною жінкою-учасницею релігійного зібрання у Церкві Сінчонджі Церкви Ісуса Храму Скинії у місті Тегу. 23 лютого Південна Корея оголосила найвищий рівень небезпеки через коронавірусну хворобу 2019.  На цей час Південна Корея стає другою країною в світі, за рівнем поширення вірусу, після Китаю і залишатиметься на цій позиції до 7 березня, коли на друге місце за кількістю інфікованих вийде Італія.
Станом на 24 березня кількість хворих зросла до 8 тис, смертність зросла до 111. Низьку смертність пояснюють тим, що в Кореї третина інфікованих — молодь, яка відносно легко переносить хворобу. За іншими даними низьку кількість хворих і зниження темпів зараження (у порівнянні із Італією) пов'язують із масовим тестуванням. Деяким пацієнтам навіть пропонували грошову винагороду. Тести було розроблено корейськими фармацевтичними фірмами всього за тиждень. Карантин вводили лише в Тегу, місті, де масово заразилися члени церкви Сінчонджі.
З 6 травня країна почала послаблювати карантин, пояснюючи це тим, що спалах частково вдалося поставити під контроль.
17 листопада в Південній Кореї було посилено правила соціальної дистанції і заборонено зібрання понад 100 осіб.

### 2022
У січні карантинні обмеження в Кореї було продовжено щонайменше до 16 січня.